# San Antonio del Táchira
Pour les articles homonymes, voir San Antonio (homonymie).
San Antonio del Táchira est une ville de l'État de Táchira au Venezuela, capitale de la paroisse civile de Bolívar et chef-lieu de la municipalité de Bolívar. Sa population est estimée à 49 149 habitants

## Histoire
La ville est intégralement détruite lors du séisme de Cúcuta, survenu le 18 mai 1875.